# Qijiang
Qijiang (en chino simplificado, 綦江区; pinyin, Qíjiāng qū) es un distrito urbano bajo la administración del municipio de Chongqing, en el centro de la República Popular China. Se ubica en las riveras del río Yangtsé y al sur de la cuenca de Sichuan. Su área es de 2746 km² y su población total para 2010 superó el millón de habitantes.

## Administración
En octubre de 2011 el distrito de Qijiang se fusionó con el distrito Wansheng (万盛区) y desde entonces se divide en 31 pueblos que se administran en 7 subdistritos y 24 poblados.

## Clima
| Parámetros climáticos promedio de Qijiang (1981−2010) | Parámetros climáticos promedio de Qijiang (1981−2010) | Parámetros climáticos promedio de Qijiang (1981−2010) | Parámetros climáticos promedio de Qijiang (1981−2010) | Parámetros climáticos promedio de Qijiang (1981−2010) | Parámetros climáticos promedio de Qijiang (1981−2010) | Parámetros climáticos promedio de Qijiang (1981−2010) | Parámetros climáticos promedio de Qijiang (1981−2010) | Parámetros climáticos promedio de Qijiang (1981−2010) | Parámetros climáticos promedio de Qijiang (1981−2010) | Parámetros climáticos promedio de Qijiang (1981−2010) | Parámetros climáticos promedio de Qijiang (1981−2010) | Parámetros climáticos promedio de Qijiang (1981−2010) | Parámetros climáticos promedio de Qijiang (1981−2010) |
| Mes                                                   | Ene.                                                  | Feb.                                                  | Mar.                                                  | Abr.                                                  | May.                                                  | Jun.                                                  | Jul.                                                  | Ago.                                                  | Sep.                                                  | Oct.                                                  | Nov.                                                  | Dic.                                                  | Anual                                                 |
| ----------------------------------------------------- | ----------------------------------------------------- | ----------------------------------------------------- | ----------------------------------------------------- | ----------------------------------------------------- | ----------------------------------------------------- | ----------------------------------------------------- | ----------------------------------------------------- | ----------------------------------------------------- | ----------------------------------------------------- | ----------------------------------------------------- | ----------------------------------------------------- | ----------------------------------------------------- | ----------------------------------------------------- |
| Temp. máx. abs. (°C)                                  | 19.7                                                  | 25.6                                                  | 34.5                                                  | 36.9                                                  | 39.2                                                  | 39.6                                                  | 41.2                                                  | 44.5                                                  | 44.5                                                  | 36.6                                                  | 31.5                                                  | 22.0                                                  | '                                                     |
| Temp. máx. media (°C)                                 | 11.0                                                  | 13.6                                                  | 18.3                                                  | 23.6                                                  | 27.7                                                  | 29.8                                                  | 33.5                                                  | 33.8                                                  | 29.1                                                  | 22.3                                                  | 17.8                                                  | 12.1                                                  | 22.7                                                  |
| Temp. media (°C)                                      | 8.3                                                   | 10.4                                                  | 14.2                                                  | 18.9                                                  | 22.9                                                  | 25.3                                                  | 28.5                                                  | 28.4                                                  | 24.5                                                  | 19.0                                                  | 14.6                                                  | 9.6                                                   | 18.7                                                  |
| Temp. mín. media (°C)                                 | 6.5                                                   | 8.2                                                   | 11.4                                                  | 15.6                                                  | 19.3                                                  | 22.1                                                  | 24.8                                                  | 24.6                                                  | 21.4                                                  | 16.7                                                  | 12.5                                                  | 7.9                                                   | 15.9                                                  |
| Temp. mín. abs. (°C)                                  | -0.3                                                  | 0.8                                                   | 0.8                                                   | 6.8                                                   | 10.4                                                  | 15.7                                                  | 19.1                                                  | 18.9                                                  | 14.4                                                  | 6.6                                                   | 3.3                                                   | -1.0                                                  | '                                                     |
| Precipitación total (mm)                              | 18.3                                                  | 20.1                                                  | 39.7                                                  | 92.7                                                  | 137.7                                                 | 173.2                                                 | 165.5                                                 | 134.1                                                 | 90.7                                                  | 80.9                                                  | 43.4                                                  | 23.1                                                  | 1019.4                                                |
| Fuente: Red de datos meteorológicos de China          |                                                       |                                                       |                                                       |                                                       |                                                       |                                                       |                                                       |                                                       |                                                       |                                                       |                                                       |                                                       |                                                       |